# Il leggendario X-15
Il leggendario X-15 (X-15) è un film statunitense del 1961 diretto da Richard Donner.
È un film drammatico che presenta un resoconto romanzato del progetto sperimentale di un velivolo spaziale della NASA, l'X-15. Vede per protagonisti David McLean, Charles Bronson e Ralph Taeger. James Stewart presta la voce in veste di narratore. Il film segna il debutto alla regia cinematografica di Richard Donner.

## Trama
Negli anni '60 l'USAF e la NASA testarono l'aereo sperimentale a razzo X-15 che stabilì record di altitudine e velocità e raggiunse i confini dello spazio.

## Produzione
Il film, diretto da Richard Donner su una sceneggiatura di Tony Lazzarino e James Warner Bellah con il soggetto dello stesso Lazzarino, fu prodotto da Tony Lazzarino, Henry W. Sanicola e Frank Sinatra (quest'ultimo non accreditato come produttore) per la Essex Productions e girato nella Edwards Air Force Base in California.

## Distribuzione
Il film fu distribuito negli Stati Uniti dal 22 dicembre 1961 al cinema dalla United Artists. È stato poi pubblicato in DVD negli Stati Uniti dalla MGM Home Entertainment nel 2004.
Alcune delle uscite internazionali sono state:
- in Germania Ovest il 30 marzo 1962 (Die X-15 startklar)
- in Svezia il 16 aprile 1962
- in Finlandia il 15 giugno 1962 (X-15 lähtövalmis)
- in Danimarca il 10 settembre 1962 (X-15 startklar)
- in Grecia (Pyravlos X-15)
- in Italia (Il leggendario X-15)

## Promozione
Le tagline sono:
- "The Rocket Ship That Challenged Outer Space!".
- "THIS IS THE STORY THAT STUNS THE IMAGINATION!".
- "Actually Filmed in Space!".

## Critica
Secondo il Morandini è un "film di propaganda (camuffata) per la NASA" prolisso. Risulterebbero interessanti solo gli stralci documentari.